# Der Tod und das Mädchen (Lied)
Der Tod und das Mädchen ist ein Kunstlied von Franz Schubert für Singstimme mit Klavierbegleitung in d-Moll D 531, das 1817 komponiert und 1822 als Nr. 3 des Liederheftes Opus 7 veröffentlicht wurde. Textgrundlage ist das gleichnamige Gedicht von Matthias Claudius, basierend auf dem spätestens seit dem 16. Jahrhundert bekannten Sujet Der Tod und das Mädchen. Der Tonumfang erstreckt sich vom d bis zum es2, was der Mezzosopran- bzw. der Baritonlage entspricht.

## Gestaltung

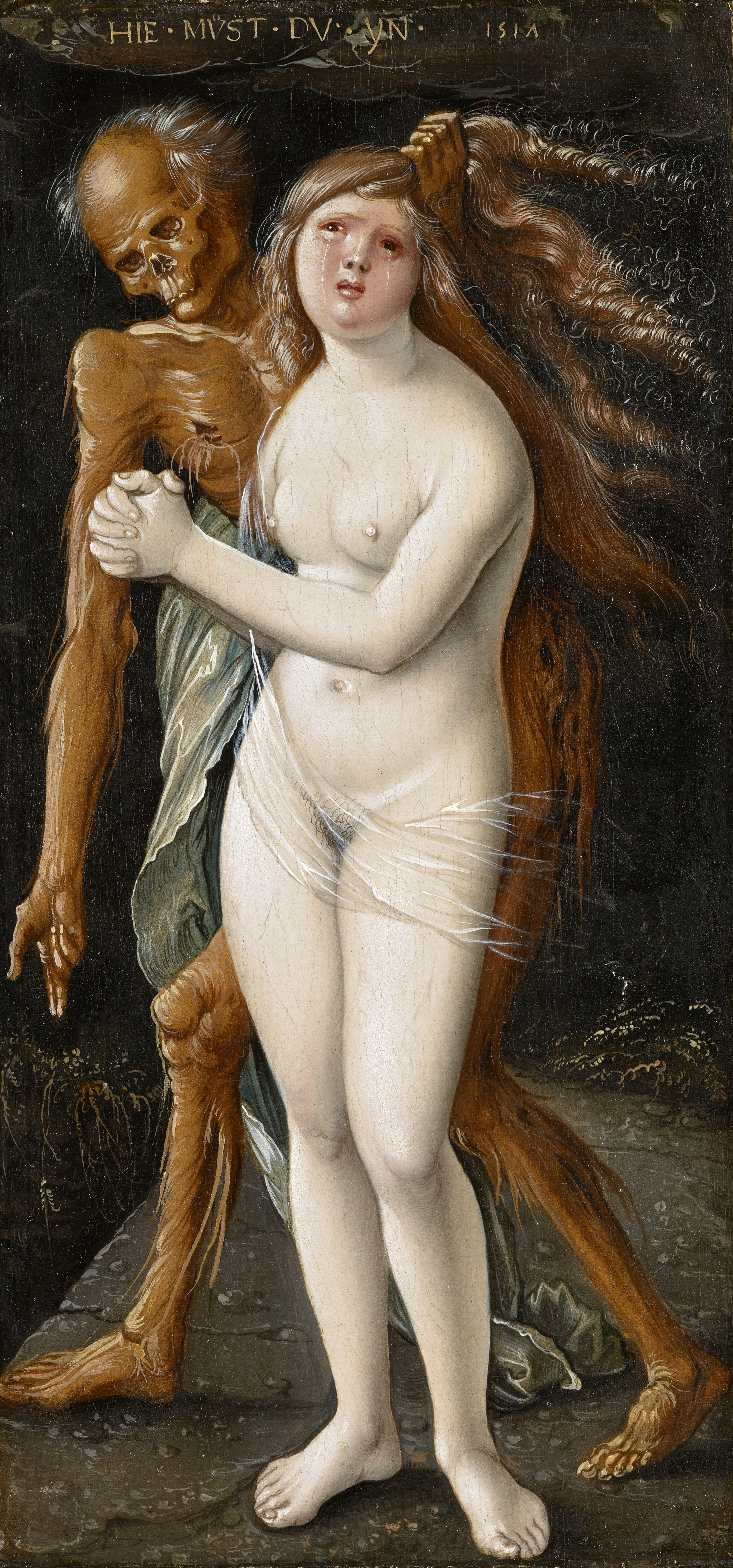
Das von Schubert verwendete Sujet Der Tod und das Mädchen wird in Europa spätestens seit dem 16. Jahrhundert in verschiedenen Kunstgattungen verwendet, so in Hans Baldungs Gemälde aus dem Jahr 1517.

Aus dem Dialog der Textvorlage von Claudius entsteht bei Schubert durch Vor- und Nachspiel eine kleine Szene, die eine Umwertung des Todes als Freund stärker hervorhebt, als es bei Claudius der Fall ist.
Das 43-taktige Lied beginnt mit einem achttaktigen Vorspiel in d-Moll, wobei die ersten vier Takte (= Vordersatz, kadenzierend in d-Moll, im Wechsel zwischen Tonika und Subdominante bzw. Dominante) wiederholt werden und so eine achttaktige Periode entsteht, die seit der Klassik aufgrund ihrer Symmetrie Ausdruck für Ausgewogenheit, Abrundung, Harmonie und Schlüssigkeit ist. Die mehrheitlich vierstimmig gesetzten Akkorde sind durchweg im Rhythmus der Pavane (Halbe, Viertel, Viertel) und im Pianissimo (sempre con Pedale e Sordino) gehalten. Pavanen sind ursprünglich langsame Schreittänze der Renaissance, wurden um 1600 aber auch als Ausdruck von Melancholie und Weltschmerz gebraucht, etwa bei John Dowland. Darüber hinaus fanden sie auch als Trauer- und Beerdigungsmusik im Sinne des Tombeaus Verwendung. In dieser Semantik verwendet auch Schubert den Pavanenrhythmus zur Charakterisierung des Todes.
Die Angst und Gehetztheit des Mädchens drückt sich nicht nur in der ungeraden Anzahl von 13 Takten aus, die jede Periodik unterläuft (ohne Klaviernachspiel 11 Takte, ohne Wiederholung des letzten Verses 9 Takte). „Moll – schneller, unregelmäßiger Rhythmus – unruhig gezackte, überwiegend aufsteigende Melodik – forte – hohe Lage“ und ständig zwischen rechter und linker Hand wechselnde Akkordwiederholung in Achteln in der Klavierbegleitung kennzeichnen die Not des Mädchens.
Die 16 Takte des Todes sind dagegen zwei durch Zäsur (lange Noten, Pause) abgegrenzte Perioden, deren viertaktige Halbsätze mit den Versen des Gedichtes zusammenfallen. Bereits durch diese Symmetrie und das unbeirrte Fortschreiten im Pavanenrhythmus strahlt der Tod Ruhe aus, zusammen mit den anderen Parametern auch Zuversicht und Freundlichkeit: „Dur – ruhiger, gleichmäßiger Rhythmus – unbewegliche Melodik – Tonwiederholungen – piano – tiefe Lage“.
Beim Nachspiel handelt es sich um eine Wiederholung des Vorspiels, allerdings in der Varianttonart D-Dur und aufgrund von zweimaliger Verschränkung (Takterstickung) auf sechs Takte [statt 8 in 4+4 Takte] verkürzt: Der erste Takt des Nachspiels überlappt sich mit dem Schlusstakt des Vokalparts und der letzte Takt des ersten Halbsatzes mit dem ersten des zweiten Halbsatzes. Zudem bleibt die Melodie bis auf die kadenzierende Stelle am Schluss jedes Halbsatzes konstant auf d, der Bass bleibt überwiegend auf d. Beides zielt in Verbindung mit der akkordischen Kadenzharmonik und dem gleichmäßigen Pavanenrhythmus auf Statik im Sinne von Ruhe, Sanftheit und Sicherheit.
Bei der Feinanalyse ergeben sich noch zwei interessante Beobachtungen. Der Tod (Tonumfang: d bis f1) hat bis auf die kleinen Schlusswendungen am Ende jeder Periode konstant nur den Ton d bzw. in der Vertonung des 3. Verses der Todesstrophe den Ton f. Diese „rezitierende, psalmodierende Singweise“, dazu ein „choralartiger akkordischer Kompaktsatz“, „einfache Kadenzharmonik“ und mäßiges Tempo charakterisieren die vom Tod verbreitete Aura als „sanft, ernst, feierlich, rituell, ruhig, unerbittlich; leblos, kirchlich, sicher“. Dabei findet mit der Modulation am Ende der ersten Periode (auf „komme nicht zu strafen“) der Wechsel in die Paralleltonart F-Dur statt, der durch die zeitweilige Anhebung des Rezitationstones nach f noch hervorgehoben und bis zum Schluss beibehalten wird.
Die zweite Beobachtung betrifft das Einsetzen des Pavanenrhythmus in der Mädchenstrophe mit Beginn des vierten Verses („und rühre mich nicht an“). Auslöser ist das Wort Lieber davor. Wäre es kleingeschrieben, bedeutete es „geh besser“, großgeschrieben ist es die Stelle, an der „das Mädchen beim Zusammenbruch ihres Widerstandes als letztes Mittel die Schmeichelei einsetzt“ oder in einer semantischen Verdichtung der Aura des Todes bereits erlegen ist. Dem nun folgenden letzten Vers der Mädchenstrophe ist der Pavanenrhythmus des Todes unterlegt, auch findet sich in den Takten 16/17 erstmals eine kurze Ausweichung nach F-Dur. Die Melodie ist eine abwärts gerichtete Linie, von der nachfolgenden Sequenzierung in d-Moll in den Takten 18/19 noch forciert. Sie endet auf dem tiefsten Ton, den das Mädchen (Tonumfang: e1 bis es2) singt. Dies und das wortlose zweitaktige Nachspiel zeigen, dass sich das Mädchen dem Tod ergeben und nach Schuberts Gestaltung eher hingegeben hat. Damit zeigt sich in der Musik die Reaktion des Mädchens, die in Claudius’ Gedicht fehlt.
Von den 43 Takten zeigen also nur sieben Takte nicht den Pavanenrhythmus, der als Symbol des Todes das Lied beherrscht. Sein Auftreten im Vor- und Nachspiel setzt sowohl äußerlich einen Rahmen im Sinne einer Abrundung (durch den Wechsel von Moll nach Dur auch im Sinne einer Entwicklung) als auch innerlich im Sinne einer Aura, innerhalb derer sich das Geschehen abspielt. Damit ist das Lied auch Ausdruck der Nähe zum Tod, der in der Romantik nicht negativ empfunden wird, sondern oftmals als Erlösung von im Leben nicht zu lösenden Spannungen. Thomas Manns Behauptung, dass die Romantik „ihrem innersten Wesen nach Verführung ist, und zwar Verführung zum Tode“, kann mithilfe dieses Lieds nachvollzogen werden. Das ist umso bemerkenswerter, als die Gedichtvorlage aus dem 18. Jahrhundert stammt und noch deutliche Merkmale der von der Romantik bekämpften Aufklärung zeigt. Schubert gelingt durch die Musik, die Anlage der Komposition und die oben aufgezeigten Details eine seelische Durchdringung, die der kurze Dialog der Vorlage gar nicht haben kann.

## Weitere Verwendung der Melodie
Im Jahre 1824 komponierte Franz Schubert sein Streichquartett Nr. 14 d-moll D 810. Bei dem mit Andante con moto überschriebenen zweiten Satz handelt es sich um eine Reihe von Variationen auf die Einleitung zu Schuberts Kunstlied, weshalb auch das Quartett unter dem Titel Der Tod und das Mädchen bekannt ist.
Peter Cornelius verwendete Schuberts Quartett für den vierten seiner fünf Trauerchöre op. 9, die er im Herbst 1869 schrieb. Er versah die Melodie dabei mit einem neuen, selbst verfassten Text „Pilger auf Erden, so raste am Ziele“.
Der amerikanische Komponist David Lang verarbeitete das Thema in seiner Komposition Death Speaks von 2012.